# Nielles-lès-Bléquin
Nielles-lès-Bléquin là một xã trong tỉnh Pas-de-Calais, vùng Hauts-de-France, Pháp.

## Địa lý
Nielles-lès-Bléquin có cự ly khoảng 12 miles (19 km) tây nam Saint-Omer, tại giao lộ của các tuyến đường D191 và D202, trên hai bờ sông Bléquin.

## Dân số
| 1962                                                              | 1968 | 1975 | 1982 | 1990 | 1999 | 2006 |
| ----------------------------------------------------------------- | ---- | ---- | ---- | ---- | ---- | ---- |
| 759                                                               | 780  | 714  | 755  | 760  | 795  | 811  |
| Số liệu điều tra dân số tính từ năm 1962, dân số chỉ tính một lần |      |      |      |      |      |      |

## Địa điểm nổi bật
- Nhà thờ St. Martin, thế kỷ 13.